# Кепель, Жиль
Жиль Кепе́ль (род. 30 июня 1955) — французский политолог и арабист, специализирующийся на Среднем Востоке и мусульманах, живущих в странах Запада. Преподаёт в парижском Институте политических исследований.

## Биография
Получил классическое образование, но после поездки в Левант в 1974 году начал учить арабский язык. Первое образование получил в сфере философии и английского языка, затем изучал арабский язык во французском институте в Дамаске (1977-78), в 1980 году получил научную степень в Институте политических исследований. Специализацией Кепеля были исламистские движения, он три года занимался исследованиями во французском исследовательском центре в Египте, готовясь к получению степени доктора философии, которую получил в 1983 году за работу «Исламистские движения в Египте». Эта работа была издана отдельной книгой, в 1985 году она впервые вышла на английском языке.
После возвращения во Францию Кепель работал в Национальном центре научных исследований, там он занимался исследованиями ислама как социального и политического феномена, по итогу своей работы он написал книгу «Banlieues de l’Islam» (1987). Следующая работа Кепеля посвящена сравнительному изучению политико-религиозных движений в исламе, иудаизме и христианстве. После своего выхода в 1991 году книга, получившая название «Месть бога» , стала бестселлером и была переведена на 19 языков.
Работая в 1993 году в Нью-Йоркском университете в качестве приглашённого профессора, Кепель одновременно занимался исследованием чёрных мусульман в США. Итогом стала вышедшая в 1996 году книга «Аллах на Западе».
Почётный доктор Копенгагенского университета (2015).

## Научные труды
- The Prophet and Pharaoh, Paris, Le Seuil, [1984] (US : Muslim Extremism in Egypt, 1986)
- Les banlieues de l’Islam. Naissance d’une religion en France, Paris, Le Seuil, [1987], 2nd edition 1991.
- The revenge of God: The resurgence of Islam, Christianity and Judaism in the modern world, Cambridge, Polity, 1994.
- A l’ouest d’Allah, Paris, Le Seuil, [1994], 1996.
- Allah in the West: Islamic movements in America and Europe, Oxford, Polity, 1997.
- Chronique d’une guerre d’Orient, automne 2001. Brève chronique d’Israël et de Palestine', avril-mai 2001, Paris, Gallimard, 2002.
- La Revanche de Dieu: Chrétiens, juifs et musulmans à la reconquête du monde, Paris, Le Seuil, [1991], 2003.
- Jihad : expansion et déclin de l’islamisme, Paris, Gallimard, [2000], revised edition 2003.
- Bad moon rising: A chronicle of the Middle East today, London, Saqi, 2003.
- The War for Muslim Minds: Islam and the West[англ.], Cambridge, Mass / London, Belknap Press, 2004. — translation of Fitna. guerre au coeur de l’islam : essai, Paris, Gallimard, 2004.
- Jihad: The Trail of Political Islam[англ.], London, I.B. Tauris, 2004. — была издана в России под названием Джихад: Экспансия и закат исламизма, Ладомир, 2014.
- The roots of radical Islam, London, Saqi Books, 2005.
- Du jihad à la fitna, Paris, Bayard / BNF, 2005.
- G. Kepel and J-P Milelli (ed.), Al Qaeda in its own words, Harvard University Press, 2008.
- Beyond terror and martyrdom: The future of the Middle East, Cambridge, Harvard Belknap Press, 2008.
- Passion arabe, Paris, Gallimard, 2013
- Passion française, Paris, Gallimard, 2014
- Terror in France / The Rise of Jihad in the West (2017 — original French 2015)
- La Fracture, co-édition Gallimard / France Culture, Paris 2016